# Тафгай-хардкор
Тафгай-хардкор (англ. Tough guy hardcore) — поджанр хардкор-панка с заметным влиянием трэш-метала. Он использует грувовые гитарные риффы, брейкдауны, тексты, обсуждающие ненависть, личные проблемы, единство и вокальный стиль, на который повлияли хип-хоп и oi!.
В начале и середине 1980-х годов на хардкор-сцене Нью-Йорка такие группы, как Agnostic Front и Cro-Mags, начали культивировать жесткий, уличный и грувовый подход к хардкор-панку, который включал элементы хеви-метала, в частности, его гитарные риффы с глушением ладонью. К концу 1980-х годов это переросло в первую волну групп тафгай-хардкора: Breakdown, Killing Time, Judge и Sick of It All. В 1990-х годах жанр продолжился, и Madball и Biohazard стали ведущими группами в Нью-Йорке, в то время как Blood for Blood, Strife, Hoods и NJ Bloodline распространили звучание по всем Соединенным Штатам. Жанр получил возрожденный интерес в 2000-х годах благодаря таким группам, как No Warning, Death Before Dishonor и Terror, а в 2010-х и 2020-х годах — Trapped Under Ice, Backtrack, Speed и Pain of Truth.

## Характеристики
Все эти теги указывают на чрезмерное распространение жанра. То, что мы говорим о реальности, не означает, что мы пытаемся быть "крутыми" (tough). Мы просто говорим правду. Эта музыка родилась на улицах. Если ты этого не понимаешь, значит, ты этого не понимаешь. Если это не твое, значит, это не твое.— Фредди Крисьен из Madball о теге "тафгай" (tough guy).
Со временем многие нью-йоркские хардкор-группы выработали уникальный стиль, основанный больше на ритме, чем на влиянии панка. Техника глушения гитары ладонью была ключевым аспектом этого звука, а также ганг-вокал, тяжелые гитарные риффы и тяжелые брейкдауны. Punknews.org описал тафгай-хардкор как «тяжелые брейкдауны, рычащий вокал» и «редкие металлические риффы». Звук в частности обязан трэш-металу.
В текстах песен этого жанра часто говорится о мужественности, единстве, бдительности и межличностных отношениях, в особенности о предательстве. По словам писателя Брайана Дж. Кочана, жанр «охватывает таинственность суровой и тяжелой жизни рабочего класса в больших городах Америки». Автор NoEcho Крис Саффер определил жанр так: «Тексты песен, подпитываемые ненавистью и личной борьбой, породили одни из самых жестоких живых выступлений в мире, превращая клубы... в поля сражений на несколько часов». Одним из примечательных элементов жанра является использование выкрикиваемых, «подпевных» припевов, аспект, изначально на который повлияли английские группы oi!.
Джейк Тирнан из веб-журнала Heavy Blog Is Heavy раскритиковал тафгай-хардкор за его предполагаемую гипермаскулинность, написав, что он поощряет стадное чувство и вызывает физическое насилие, что противоречит тому, что такое панк и корни хардкора, потому что панк — это индивидуальность. Тирнан считал, что гипермаскулинность жанра и социально обязательные мошпиты стали причиной отчуждения, хотя изначально предполагалось, что сцена будет посвящена индивидуальности и инклюзивности.

## История

### Предшественники
В ранние годы хардкор-панка многие участники вашингтонской, бостонской и нью-йоркской хардкор-сцен выработали «тафгай-этику» посредством использования агрессии, криминального насилия и менталитета банд. К 1984 году вашингтонская и бостонская сцены в значительной степени начали дистанцироваться от этого образа мышления, оставив нью-йоркские группы Agnostic Front, Cro-Mags, Murphy's Law и Warzone продолжать без какого-либо ответа. Некоторые группы, особенно Cro-Mags, активно искали музыкантов, которые придерживались этой этики. Это было достаточно заметно в звучании группы, в связи с чем Патрик Кеннеди из AllMusic назвал их дебютный альбом The Age of Quarrel (1986) «лучшим часом... тафгай-хардкора». По мере развития хардкор-сцены в Нью-Йорке многие из этих групп начали испытывать значительное влияние хеви-метала и хип-хопа.
The Big Takeover отметили группу Negative Approach из Детройта как «создающую шаблон для... тафгай-хардкора», упомянув их как создателей «самого громкого, подлого, мерзкого, жесткого шума из существовавших на тот момент». Invisible Oranges отметили влияние Генри Роллинза из Black Flag и его вокального стиля на вокальный стиль жанра.

### Истоки (конец 1980-х — середина 1990-х годов)
По словам писателя Тони Реттмана в его книге NYHC (2015), группа Breakdown, образованная в 1987 году, была одной из первых групп, определивших тафгай-хардкор. В том же году Judge выпустили свой дебютный EP New York Crew, который журнал Crack описал как запись, которая вывела «менталитет тафгай-хардкора» Нью-Йорка на новые высоты. Другие группы, продвигавшие это звучание в то время, включали Sick of It All, Sheer Terror и Killing Time. Одной из первых групп, расширивших влияние звучания за пределы Нью-Йорка, была Inside Out из округа Ориндж, Калифорния, образованная в 1988 году.
Madball, сформированные в 1988 году, были признаны Riverfront Times группой, которая определила тафгай-хардкор, а Stereogum — «архетипичной тафгай-хардкор-группой». В 1990-х они стали одной из самых известных групп в хардкоре Нью-Йорка, и другие нью-йоркские группы продолжили звучание, включая Pro-Pain, Merauder и No Redeeming Social Value. Слияние хип-хопа и тафгай-хардкора у Biohazard, в частности, было широко успешным, их сингл 1992 года «Punishment» получил значительную ротацию на MTV. Сотрудничество группы 1993 года с рэп-группой Onyx над ремиксом «Slam» было сертифицировано платиновым. Постепенно тафгай-хардкор стал настолько распространенным на хардкор-сцене Нью-Йорка, что этот стиль стал широко известен как «хардкор в стиле Нью-Йорка» или просто «Нью-Йоркский хардкор».

### Развитие событий (середина 1990-х годов — настоящее время)
В 1990-х годах многие группы из-за пределов Нью-Йорка начали играть в этом стиле, включая Blood for Blood, Strife, Hoods и NJ Bloodline. О Blood for Blood Lambgoat.com написал: «Они всегда были своего рода хардкор-эквивалентом N.W.A, сохраняя его „реальнее“, чем кто-либо другой, и на самом деле являясь крутыми парнями (Tough guy), которые играют так называемый тафгай-хардкор». Поскольку звучание было расширено группами из-за пределов Нью-Йорка, оно в конечном итоге стало более доминирующим звучанием на хардкор-сцене, чем его изначальное панковское звучание, став тем, что думают «когда вы говорите „хардкор“», и впоследствии названное «хардкором новой школы».
Кроме того, в течение этого десятилетия влияние жанра продолжили подхватывать группы за пределами жанра, такие как Sepultura, Pantera и Throwdown. Брейкдауны жанра повлияли на звучание дэт-метал-группы Suffocation из Лонг-Айленда, этот аспект помог группе стать первопроходцами жанра брутальный дэт-метал. В этом жанре быстро развился поджанр слэм-дэт-метал, который делал больший акцент на элементах хардкора в стиле Нью-Йорка, с известными группами, включая Internal Bleeding, Devourment и Cephalotripsy. Кроме того, тафгай-хардкор повлиял на развитие металкора, а также битдаун-хардкора, первопроходцами которого были Bulldoze, с их альбомом 1996 года The Final Beatdown, давшим жанру его название. Из-за популярности альт-метал-групп на хардкор-сцене Нью-Йорка в то время, некоторые хардкор-группы начали включать в свою музыку мелодичные элементы этого жанра, а именно Snapcase, Crown of Thornz и Cro-Mags в альбоме Alpha Omega.
В 2000-е годы были популярны Death Before Dishonor, Terror, No Warning, Lionheart, Sworn Enemy и First Blood. Lambgoat.com назвали дебютный альбом Ill Blood (2002) группы No Warning «самым результативным релизом Bridge 9 Records», заявив, что благодаря его влиянию «классическое нью-йоркское звучание было доведено до масс популярными волнами, которых не было с тех пор, как Strife стали самой убедительной группой за пределами Нью-Йорка, в начале 1990-х годов...С появлением популярности No Warning, Нью-йоркская сцена окончательно утратила тот андеграундный статус, который у нее еще оставался, когда молодые фанаты бросились искать тех, кто оказал на них влияние. И они открыли для себя эти группы. А затем они создали свои собственные группы». За это время Agnostic Front, оказавшие влияние на развитие стиля, сменили свой стиль на тафгай-хардкор. Кроме того, влияние этого звука было замечено в группах, не относящихся к жанру, включая Emmure и The Ghost Inside, а также в том, что они сыграли свою роль в становлении жанра дэткор.
В 2010-х годах Trapped Under Ice, Incendiary и Backtrack стали видными представителями этого стиля. В начале десятилетия Trapped Under Ice пользовались большим влиянием и вызывали подражание. В 2020-х годах популярностью пользовались Speed, Never Ending Game и Pain of Truth. В этот период некоторые группы подхватили влияние жанра, но разрушили его дух, смешав звучание с более оптимистичными и мелодичными элементами, включая Turnstile, High Vis и Higher Power.